# Fión
Fión (llamada oficialmente San Lourenzo de Fión) es una parroquia y una aldea española del municipio de Saviñao, en la provincia de Lugo, Galicia.

## Otras denominaciones
La parroquia también es conocida por el nombre de San Lorenzo de Fión.

## Límites
Limita con las parroquias de Rosende y Licín al norte, Mato al este, San Vicente de Castillón y Vilar de Ortelle al sur, y Acova al oeste.

## Organización territorial
La parroquia está formada por diecisiete entidades de población, constando trece de ellas en el nomenclátor del Instituto Nacional de Estadística español:

### Entidades de población
Entidades de población que forman parte de la parroquia:
- A Barxa
- Abuíme
- Airadavila (Aira da Vila)
- Arxeriz
- Fión
- Fontela
- Lamalonga
- Lamaquebrada
- Lavandeira
- O Camiñogrande (O Camiño Grande)
- O Castro
- O Pousadoiro
- O Romeo
- Rendal
- San Mamede
- Vilariño

### Despoblado
Despoblado que forma parte de la parroquia:
- Mazarelos

## Demografía

### Parroquia
| Gráfica de evolución demográfica de Fión (parroquia) entre 2000 y 2021 |
|                                                                        |
| Datos según el nomenclátor publicado por el INE.                       |

### Aldea
| Gráfica de evolución demográfica de Fión (aldea) entre 2000 y 2021 |
|                                                                    |
| Datos según el nomenclátor publicado por el INE.                   |

## Lugares de interés
- Pazo de Arxeriz, fue propiedad de Juan López Suárez (Xan de Forcados). Su primer fundador fue Gonzalo Raxo, caballero de la Orden de Santiago, a mediados del siglo XVI. Tiene planta cuadrada y destacan sus dos blasones situados en la fachada norte. Posee numerosas dependencias anexas, restauradas recientemente.
- Pazo de Lamaquebrada.